# Distrito de Bellavista (Bellavista)
El Distrito peruano de Bellavista es uno de los 6 distritos que conforman la provincia de Bellavista, ubicada en el departamento de San Martín, perteneciente a la región San Martín.
Desde el punto de vista jerárquico de la Iglesia católica forma parte de la  Prelatura de Moyobamba, sufragánea de la Metropolitana de Trujillo y  encomendada por la Santa Sede a la archidiócesis de Toledo en España.

## Historia
El distrito fue creado mediante Ley N.º 5215 del 15 de octubre de 1925, en el gobierno del presidente Augusto B. Leguía.

## La ciudad

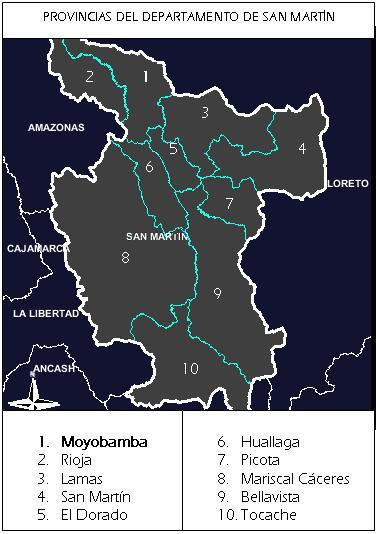
División política del Departamento de San Martín.

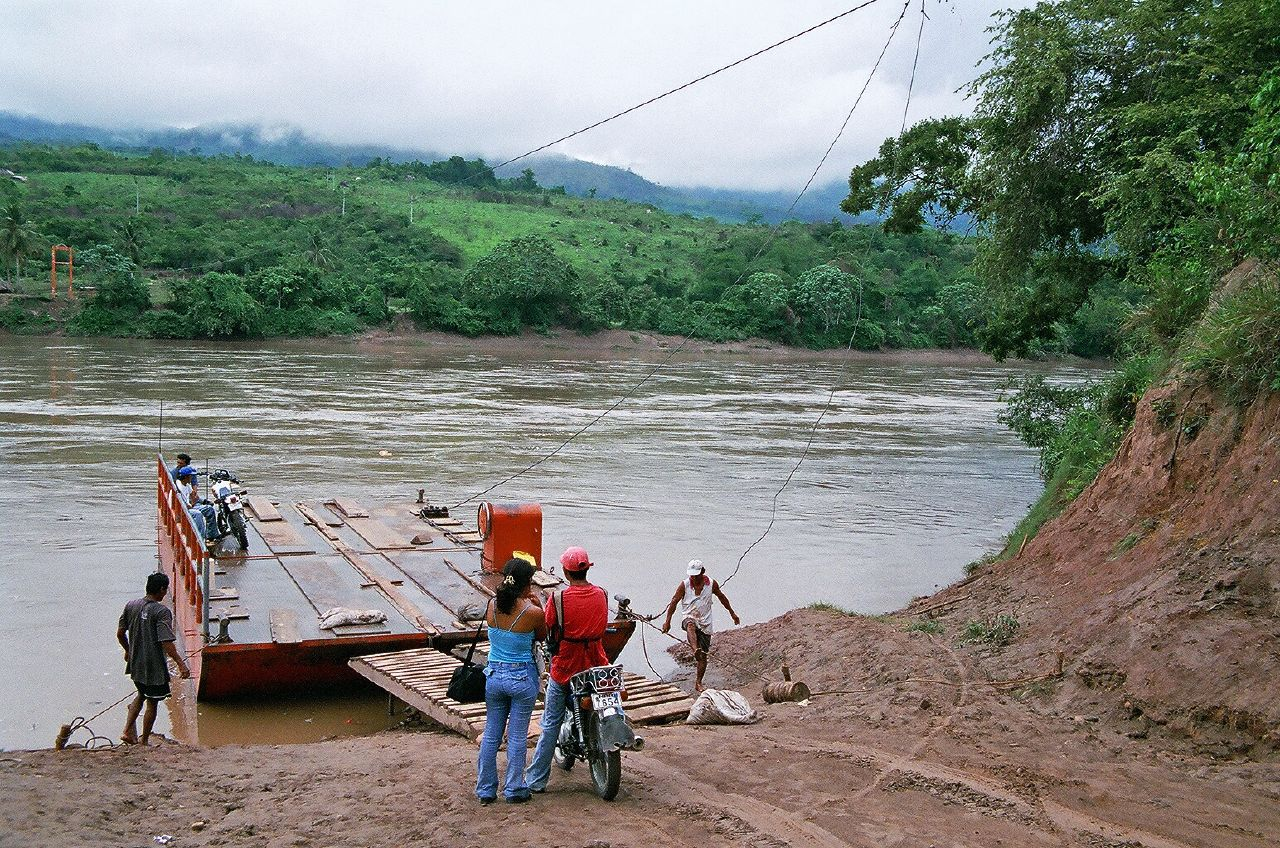
Cruce del río Huallaga

Esta ciudad de 18 600 habitantes (censo del 2000), es la capital de la provincia de Región San Martín del mismo nombre en la República del Perú. Es llamada la Perla del Huallaga, ubicada en la margen izquierda de este río. Esta ciudad fue originalmente llamada Anchoajo y luego su nombre cambiado a Bellavista, nombre nacido según la tradición de la espontaneidad de quienes la visitan al contemplar el bello panorama que ofrece la ciudad desde la colina adyacente a esta ciudad.

## Geografía humana
En este distrito de la Amazonia peruana habita la etnia Quechua, grupo Quechua Lamista,  autodenominado Llacuash

## Autoridades

### Municipales
- 2019 - 2022[4]
  - Alcalde: Eduar Guevara Gallardo, de Acción Popular.
  - Regidores:

  1. William Arévalo Saboya (Acción Popular)
  2. Jakilina Fernández Mundaca (Acción Popular)
  3. Jhony Vásquez Burga (Acción Popular)
  4. Warren Pinto Ríos (Acción Popular)
  5. Elqui Leider Pintado Velasco (Acción Popular)
  6. Cinthia Milagros Chávez Ruiz (Acción Popular)
  7. Augusto Christian Nolasco Aguirre (Acción Regional)
  8. María Ortencia Abanto Rojas (Acción Regional)
  9. Víctor Manuel Mendoza Amasifuén (Nueva Amazonía)

## Turismo
El río Huallaga es su principal fuente para la actividad turística, por sus hermosas playas y por los paseos en canoas. Son importantes también sus fiestas tradicionales: Carnaval, Ceniza, Semana Santa, San Juan, Santa Rosa y Navidad. Del 22 al 30 de agosto se celebra la semana turística de Bellavista.